# 동경 150도

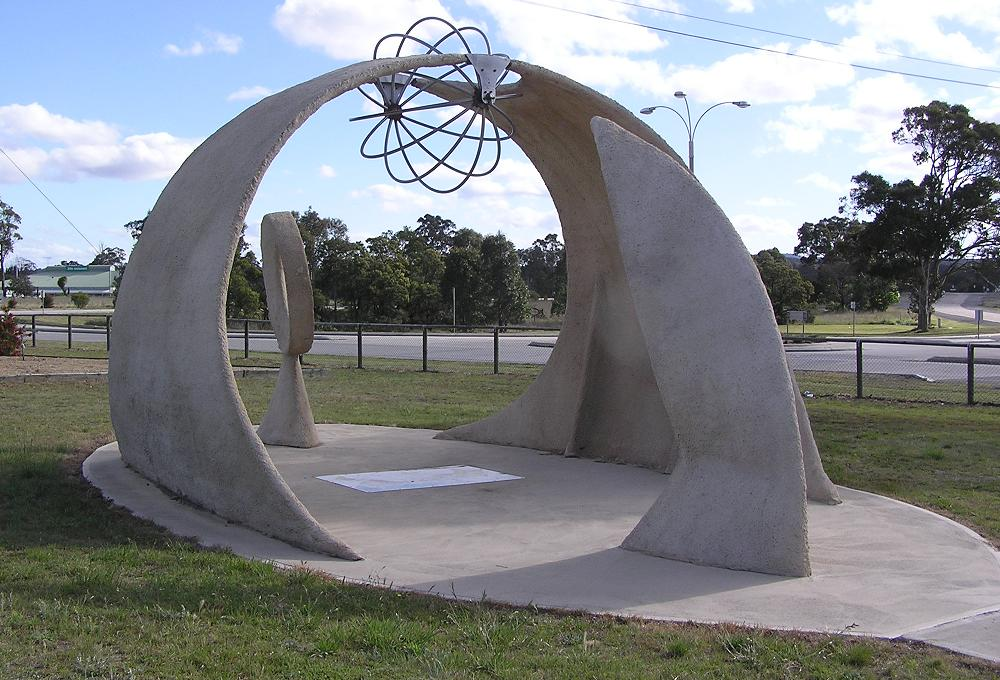

동경 150도(東經150度)는 본초 자오선에서 동쪽으로 150도 떨어진 경선이다. 북극점에서 시작하여 북극해와 러시아, 태평양, 오스트랄라시아, 남극해, 남극을 거쳐 남극점에 이른다.
동경 150도는 서경 30도와 이어져 지구의 둘레를 이룬다.

## 지나가는 지역
북극점에서 남극점까지 동경 150도선은 다음 지역을 지나간다.
| 좌표                                                    | 나라, 지역, 해역  | 주석 |
| ------------------------------------------------------- | ----------------- | --- |
| 북위 90° 0′ 동경 150° 0′  / 북위 90.000° 동경 150.000°  | 북극해            | |
| 북위 76° 46′ 동경 150° 0′  / 북위 76.767° 동경 150.000° | 동시베리아해      | |
| 북위 75° 12′ 동경 150° 0′  / 북위 75.200° 동경 150.000° | 러시아            | 사하 공화국 — 노바야시비리섬 |
| 북위 74° 48′ 동경 150° 0′  / 북위 74.800° 동경 150.000° | 동시베리아해      | |
| 북위 71° 59′ 동경 150° 0′  / 북위 71.983° 동경 150.000° | 러시아            | 사하 공화국 마가단주 — 북위 64° 30′ 동경 150° 0′  / 북위 64.500° 동경 150.000° 부터                                                                                   |
| 북위 59° 41′ 동경 150° 0′  / 북위 59.683° 동경 150.000° | 오호츠크해        | |
| 북위 46° 2′ 동경 150° 0′  / 북위 46.033° 동경 150.000°  | 러시아            | 사할린주 — 쿠릴 열도 우루프섬 |
| 북위 45° 49′ 동경 150° 0′  / 북위 45.817° 동경 150.000° | 태평양            | |
| 북위 8° 54′ 동경 150° 0′  / 북위 8.900° 동경 150.000°   | 미크로네시아 연방 | 나모누이토 환초 |
| 북위 8° 33′ 동경 150° 0′  / 북위 8.550° 동경 150.000°   | 태평양            | |
| 남위 1° 40′ 동경 150° 0′  / 남위 1.667° 동경 150.000°   | 파푸아뉴기니      | 에미라우섬 |
| 남위 1° 41′ 동경 150° 0′  / 남위 1.683° 동경 150.000°   | 태평양            | 비스마르크해 |
| 남위 2° 27′ 동경 150° 0′  / 남위 2.450° 동경 150.000°   | 파푸아뉴기니      | 뉴하노버섬 |
| 남위 2° 31′ 동경 150° 0′  / 남위 2.517° 동경 150.000°   | 태평양            | 비스마르크해 |
| 남위 5° 8′ 동경 150° 0′  / 남위 5.133° 동경 150.000°    | 파푸아뉴기니      | 뉴브리튼섬 |
| 남위 6° 18′ 동경 150° 0′  / 남위 6.300° 동경 150.000°   | 솔로몬해          | |
| 남위 9° 38′ 동경 150° 0′  / 남위 9.633° 동경 150.000°   | 파푸아뉴기니      | 뉴기니섬 |
| 남위 9° 44′ 동경 150° 0′  / 남위 9.733° 동경 150.000°   | 솔로몬해          | 구드너프만 |
| 남위 10° 5′ 동경 150° 0′  / 남위 10.083° 동경 150.000°  | 파푸아뉴기니      | 뉴기니섬 |
| 남위 10° 36′ 동경 150° 0′  / 남위 10.600° 동경 150.000° | 태평양            | 산호해 — 산호해 제도의 윌리스섬(남위 16° 17′ 동경 149° 58′  / 남위 16.283° 동경 149.967° ) 바로 동쪽을 지나감                                                         |
| 남위 22° 6′ 동경 150° 0′  / 남위 22.100° 동경 150.000°  | 오스트레일리아    | 퀸즐랜드주 뉴사우스웨일스주 — 북위 28° 35′ 동경 150° 0′  / 북위 28.583° 동경 150.000° 부터, 매룰런(남위 34° 43′ 동경 150° 0′  / 남위 34.717° 동경 150.000° )을 통과함 |
| 남위 36° 41′ 동경 150° 0′  / 남위 36.683° 동경 150.000° | 태평양            | |
| 남위 37° 9′ 동경 150° 0′  / 남위 37.150° 동경 150.000°  | 오스트레일리아    | 뉴사우스웨일스주 — 그린케이프 |
| 남위 37° 15′ 동경 150° 0′  / 남위 37.250° 동경 150.000° | 태평양            | |
| 남위 60° 0′ 동경 150° 0′  / 남위 60.000° 동경 150.000°  | 남극해            | |
| 남위 68° 26′ 동경 150° 0′  / 남위 68.433° 동경 150.000° | 남극              | 오스트레일리아가 영유권을 주장하는 오스트레일리아령 남극 지역 |

## 같이 보기
- 동경 149도
- 동경 151도